# Bataille de Montmuran
Batailles
À la suite de la défaite de Mauron les Franco-bretons dirigés par Bertrand Du Guesclin se vengent à la bataille de Montmuran le 10 avril 1354.